# Antonis Volanis
Antonis Volanis (auch Antoine Volanis; * 1948 in Thessaloniki) ist ein griechischer Industriedesigner.

## Werk
Volanis war seit 1968 vor allem für französische Hersteller tätig. Er entwarf erst bei Peugeot, später bei Matra das Design der Kfz-Modelle Bagheera, Rancho und Murena. Als sein wichtigstes Werk gilt der von ihm unter Matra-Regie entworfene Renault Espace. Der Citroën Xsara Picasso basiert auf einer Studie von Volanis.
Später eröffnete er in Paris das Büro Design Volanis S.A. und entwarf für Tefal, Aérospatiale, Donnay und andere.
Gegenwärtig arbeitet Volanis als Yacht-Designer, beispielsweise für Bénéteau.